# Galea (zoologia)
Galea (Meyen, 1833) è un genere di roditori della famiglia dei Caviidi.

## Descrizione

### Dimensioni
Al genere Galea appartengono roditori di grandi dimensioni, con lunghezza della testa e del corpo tra 150 e 250 mm e un peso fino a 600 g.

### Caratteristiche craniche e dentarie
Il cranio è simile a quello del genere Cavia eccetto che il ramo orbitale della mascella è completamente interrotto dal canale lacrimale. Gli incisivi sono giallognoli, i denti masticatori sono semplificati con due lobi separati da una rientranza.
Sono caratterizzati dalla seguente formula dentaria:

### Aspetto
L'aspetto è quello tipico di una cavia con il corpo più tozzo e compatto e la pelliccia più corta. Le parti dorsali variano dall'olivastro al marrone, mentre le parti ventrali sono bianco-grigiastre. È presente una ghiandola sotto-mandibolare prominente. Le zampe anteriori hanno quattro dita, i piedi soltanto tre, tutte le dita sono munite di robusti artigli affilati. Sono privi di coda. Le femmine hanno due paia di mammelle.

## Distribuzione
Si tratta di animali terricoli ed erbivori diffusi nel Brasile orientale e dal Perù sud-orientale attraverso la Bolivia e il Paraguay occidentale fino all'Argentina meridionale.

## Tassonomia
Il genere comprende 5 specie.
- Galea comes
- Galea flavidens
- Galea leucoblephara
- Galea musteloides
- Galea spixii